# Jenseits der Grenze
Jenseits der Grenze (Originaltitel: The Country Beyond) ist ein US-amerikanisches Stummfilmdrama aus dem Jahr 1926 von Irving Cummings mit Olive Borden in der Hauptrolle. Das Drehbuch basiert auf der Kurzgeschichte The Country Beyond von James Oliver Curwood.

## Handlung
Valencia, eine junge Frau aus den Wäldern Kanadas, verliebt sich in Roger McKay, einen jungen Fallensteller, der von der Polizei wegen Raubes gesucht wird. Sergeant Cassidy, ein sorgloser Mountie, verabscheut den Auftrag, McKay zu verhaften, weil er weiß, dass dieser kein schlechter Kerl ist. Henry Harland, ein Theaterproduzent, der in einem Sommerhotel am See Halt macht, sieht Valencia und bietet ihr einen Platz in seiner Show an. Um seinen Plan voranzutreiben, zwingt Harland Cassidy, McKays Spur zu verfolgen. 
Unterdessen wird Valencia, die mit Martha Leseur und deren nichtsnutzigen Mann Joe zusammenlebt, von Joe angegriffen, als sie das Haus verlassen will. Joe hat sie an einen Schläger verkauft und will Valencia gerade ihrem neuen Herrn ausliefern, als Martha Joe tötet und Valencia so die Flucht ermöglicht. McKay entdeckt den Mord und übernimmt die Schuld, da er glaubt, dass Valencia es getan hat. McKay wird verurteilt und Valencia, die von seiner misslichen Lage nichts weiß, nimmt Harlands Angebot an. Später spürt Cassidy sie auf und erfährt, dass sie inzwischen eine berühmte Schauspielerin ist. Er erzählt ihr von McKay und dass er nun frei ist. Valencia eilt zurück, um ihn zu sehen, und es kommt zu einem glücklichen Wiedersehen.

## Hintergrund
Gedreht wurde der Film im Jasper-Nationalpark in der kanadischen Peovinz Alberta.
1936 produzierte 20th Century Fox mit Hände hoch! eine Neuverfilmung.
Da keine Kopien der sechs Filmrollen existieren, gilt der Film als verschollen.

## Veröffentlichung
Die Premiere des Films fand am 17. Oktober 1926 statt. 1927 kam er in Österreich in die Kinos.

## Kritiken
Der Kritiker des Magazins The Film Daily, fand Komödie, Romantik und Action gut ausgewogen. Eine gute Produktion mit guten Darstellern.